# Filialkirche St. Katharina im Bade

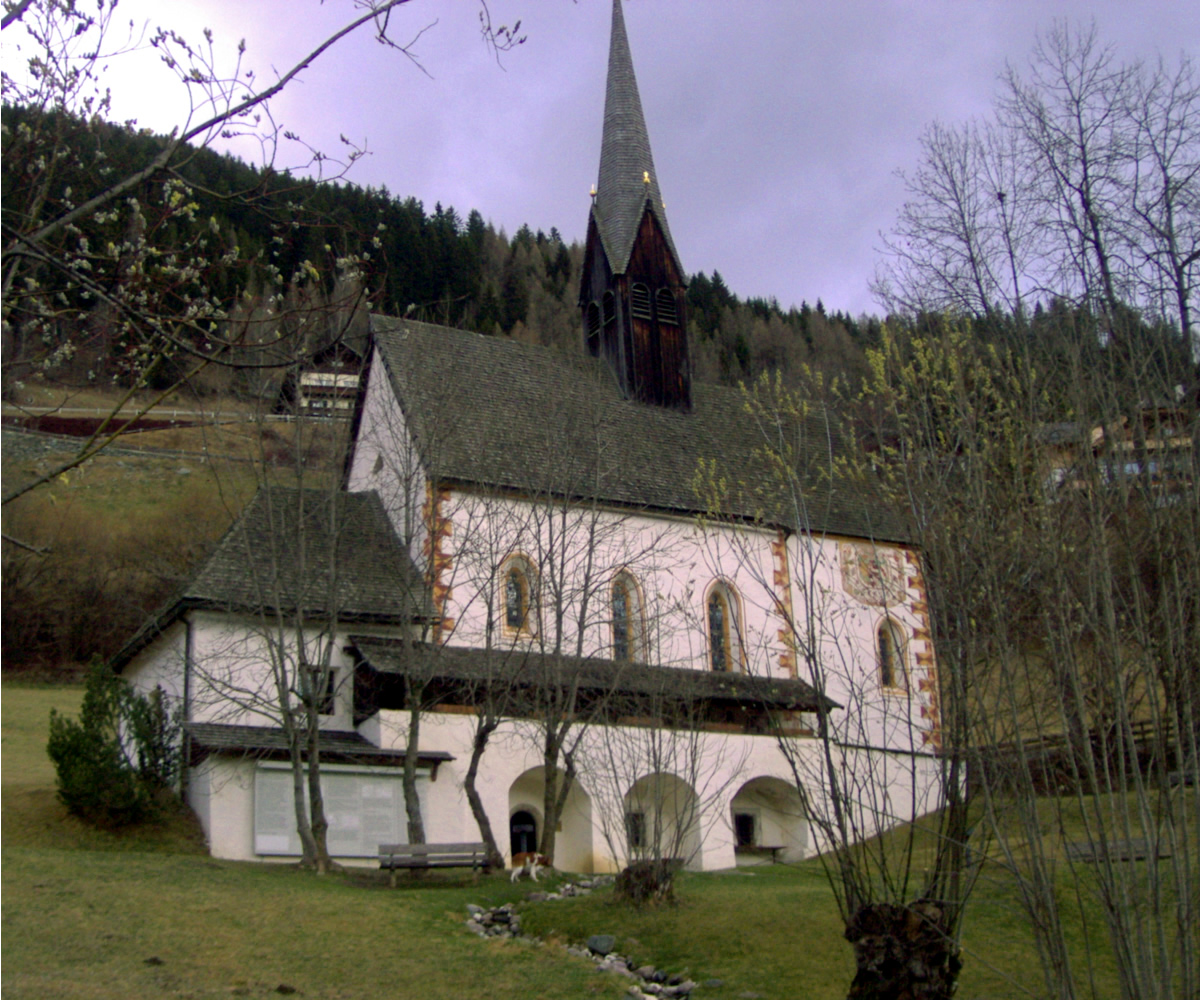

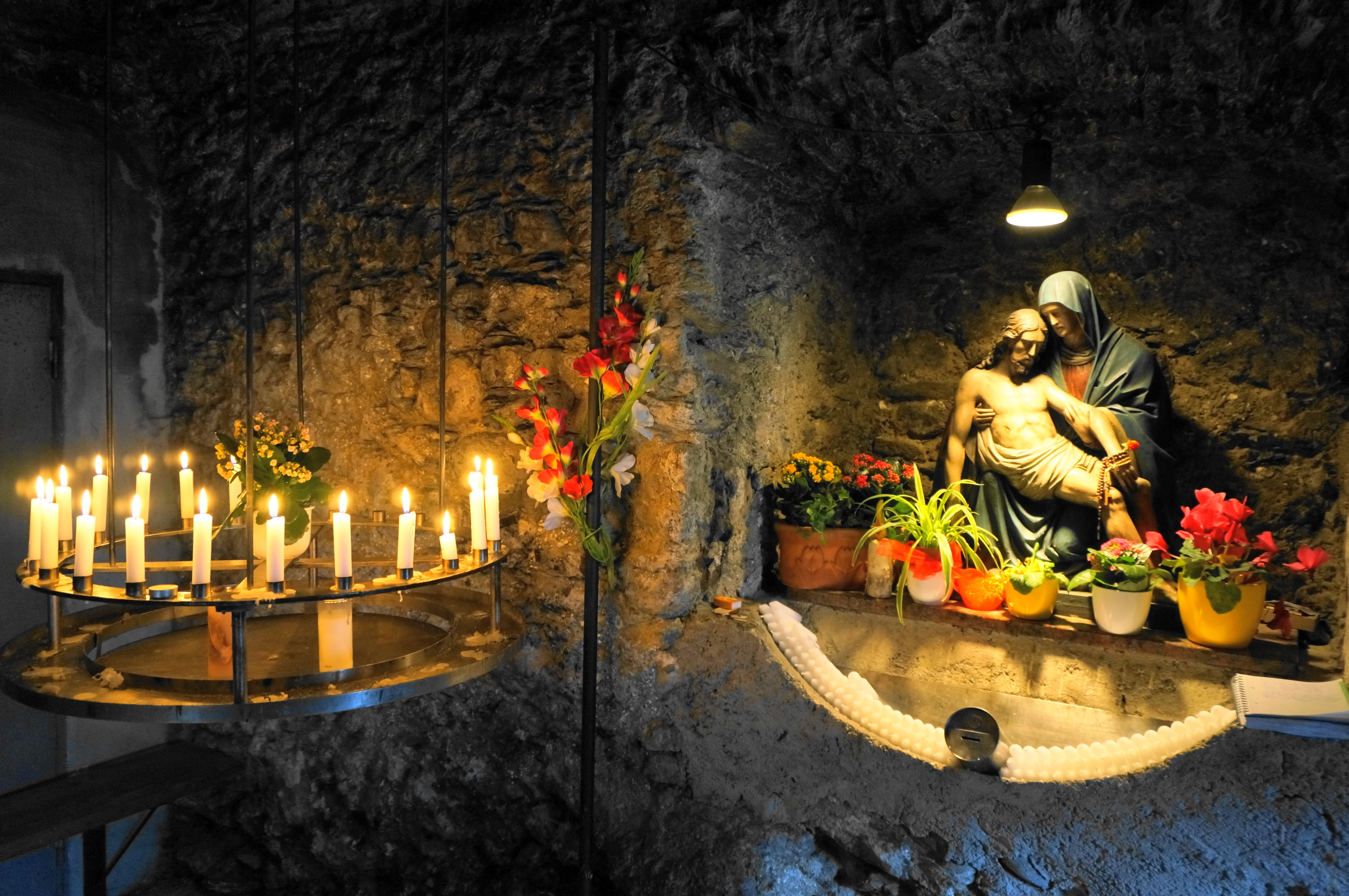
Taufkapelle im unteren Bereich der Kirche

Die römisch-katholische Filialkirche St. Katharina im Bade steht an einem Berghang westlich von Bad Kleinkirchheim. Das erstmals 1492 erwähnte Gotteshaus ist eine Filialkirche der Pfarre Bad Kleinkirchheim. Die Kirche wurde über einer Heilquelle errichtet, deren Wasser in dem tonnengewölbten Raum unter der Kirche aufgefangen wird. Der Raum wurde 1993 als Taufkapelle adaptiert und mit einem Taufstein von Felix Orsini-Rosenberg ausgestattet.

## Baubeschreibung
Die spätgotische Anlage besteht aus einem dreijochigen Langhaus und einem etwa gleich breiten und hohen einjochigen Chor mit Fünfachtelschluss. Der Dachreiter mit einer 1469 gegossenen Glocke wird von einem Spitzhelm bekrönt.
Westlich ist eine Eingangshalle angebaut. Südlich vor der Quellstube befindet sich eine Pfeilerarkadenhalle und darüber ein holzüberdachter Zugang zur Kirche aus dem 17. Jahrhundert. Die Freskenreste einer Sonnenuhr und eines Wappens am Chorpolygon stammen wohl aus dem Barock.
Im Langhaus und im Chor erhebt sich ein Netzrippengewölbe über halbrunden Vorlagen mit Kapitellringen. Die Kirche wird von einfachen Lanzettfenstern mit Maßwerksnasen im Chorschluss und in der südlichen Langhauswand belichtet. Von der Chornordwand führt eine eisenbeschlagene Tür in profiliertem Gewände in die Sakristei. Die um 1520 entstandene Holzempore im Eingangsjoch weist an der Brüstung Flachschnitzereien, an der Unterseite und an der Stirnwange des Aufgangs Flechtwerk und Bandverschlingungen auf.

## Einrichtung
Der Flügelaltar wurde bald nach 1520 in der jüngeren Villacher Werkstätte gefertigt und ist wohl eine Stiftung des Georgsritterordens. Im Altarschrein stehen die Schnitzfiguren der heiligen Katharina zwischen den Heiligen Vinzenz und Barbara. Im Gesprenge ist eine Kreuzigungsgruppe mit Maria und Johannes untergebracht. Die Malereien auf der Innenseite der beweglichen Flügel zeigen die Geburt Christi, die Anbetung der Könige, die Auferstehung und das Pfingstwunder; an der Außenseite ist die Verkündigung zu sehen. Auf der Vorderseite der festen Flügel sind die Heiligen Christophorus und Ulrich dargestellt, auf der Rückseite die Pestheiligen Sebastian und Rochus. Die Malereien  der Predella geben an der Vorderseite in der Mitte die Heilige Sippe und seitlich die Heiligen Oswald und Apollonia sowie Domitian wieder. Der Engel mit dem Schweißtuch der Veronika an der Predellenrückseite ist mit „Johannes Schnelle 1573“ bezeichnet. Die Schreinrückseite ist mit dem Abschied Christi von seiner Mutter bemalt. 
Die Seitenaltäre und die Kanzel wurden 1956 aus der Kirche entfernt.